# MTT Turbine Superbike
La MTT Turbine Superbike è una motocicletta prodotta dalla statunitense Marine Turbine Technologies (MTT), è nota anche come Y2K bike (moto del 2000) o semplicemente Y2K perché fu presentata nell'anno 2000.

## Descrizione
Il produttore ha inserito in un telaio di moto supersportiva una turbina a gas da elicottero Rolls-Royce Model 250, in grado di erogare una potenza di 320 CV (286 cavalli alla ruota) al regime di rotazione di 52.000 giri/minuto, che può essere alimentato a gasolio o cherosene.
Nella costruzione non si è badato a spese con largo utilizzo della fibra di carbonio e dell'alluminio per la riduzione dei pesi e sotto il punto di vista della sicurezza si è fatto uso di un impianto frenante composto da 3 freni a disco di produzione dell'italiana Brembo, accompagnata da un'altra industria italiana che fornisce gli pneumatici di serie, la Pirelli.
Nella seconda generazione, equipaggiata da un motore da 420 CV, è ritenuta una delle motociclette più veloci mai realizzate, con un record di 272,782 mph, pari a circa 439 km/h.
Viene citata due volte anche nel Guinness dei primati quale motociclo di produzione più potente e come quello più caro, visto il suo prezzo che nel 2004 era di circa 185.000 $.
La produzione del modello è limitata a 5 esemplari annui dotati però, oltre che di motore a turbina, anche di altri accessori particolari quali un radar detector e una videocamera montata sul posteriore con lo scopo di integrare gli specchietti retrovisori. Data l'impostazione prettamente sportiva anche la sella biposto è inserita solo tra gli optional mentre la scelta della colorazione è a completa discrezione dell'acquirente.